# لويد كلاين (مصمم أزياء)
لويد كلاين هو مصمم أزياء كندي، ولد في 15 فبراير 1967 في مونتريال في كندا.